# Mucho Mucho Amor: Die Legende von Walter Mercado
Mucho Mucho Amor: Die Legende von Walter Mercado ist ein Dokumentarfilm von Kareem Tabsch und Cristina Constantini, der im Januar 2020 beim Sundance Film Festival seine Premiere feierte und im Juli 2020 in das Programm von Netflix aufgenommen wurde.

## Handlung / Inhalt
Walter Mercado, der auf den Zuckerrohrfeldern von Puerto Rico aufwuchs, hat sich als Astrologe und Hellseher einen Namen gemacht und erreicht über Jahrzehnte hinweg im Fernsehen mit seinen Horoskopen bis zu 120 Millionen Zuschauer pro Tag und wünscht am Ende einer jeden Show den Menschen ganz viel Liebe. Seine Umhänge und seine gesamte glamouröse Erscheinung sind zu seinem Markenzeichen geworden. Dann jedoch, auf dem Höhepunkt seines Ruhmes, verschwindet Mercado auf mysteriöse Weise. Der Film untersucht, was damals geschehen ist.

## Biografisches
Walter Mercado Salinas wurde im März 1932 in Ponce in Puerto Rico geboren und verbrachte dort seine Kindheit. Da er schon damals von seinen spirituellen Fähigkeiten überzeugt war, besuchte er später eine Universität mit Schwerpunkt Pädagogik, Psychologie und Pharmazie, um den menschlichen Geist zu studieren und die heilenden Eigenschaften von Heilpflanzen kennenzulernen. Des Weiteren erhielt er eine Ausbildung in klassischem und modernem Ballett und arbeitete in seinem Heimatland als Tänzer, so als Tanzpartner der Komikerin Velda González. Bekannt wurde er auch unter seinem Künstlernamen Shanti Ananda. Schließlich avancierte er zu einem der bekanntesten Astrologen der Welt und war fünf Jahrzehnte lang mit seinem ganz eigenen Stil und „viel, viel Liebe“ in Shows zu sehen, die in Puerto Rico, Lateinamerika und den Vereinigten Staaten ausgestrahlt wurden. Seine Umhänge und seine aufwändigen Outfits, seine gesamte glamouröse Erscheinung und seine übertriebenen Gesten machte er zu seinem Markenzeichen.
Mercado gilt nicht nur als eine der bekanntesten puerto-ricanischen Fernsehpersönlichkeiten, sondern entwickelte sich auch zur Modeikone und war ein Verfechter der LGBTQ-Rechte und der Akzeptanz nicht-binärer Personen. Er wurde dafür bekannt, dass er ein starkes Ethos der Positivität und radikalen Liebe zu sich selbst lebte. Sein von ihm deutlich in den Vordergrund gestelltes Anderssein hob er dabei immer als einen Vorteil hervor. Im Film zitiert Mercado seine Mutter: „Anders zu sein ist ein Geschenk.“ Mercado starb Anfang November 2019 mit 87 Jahren in Puerto Rico.

## Produktion
Regie führten Cristina Costantini und Kareem Tabsch.
Neben Mercado selbst sind im Film auch Willy Acosta und Raul de Molina zu sehen. Auch eine Begegnung zwischen Mercado und dem Hamilton-Komponisten Lin-Manuel Miranda und ein Gespräch über diesen wird gezeigt. Miranda erklärte, es habe im spanischsprachigen Fernsehen wirklich nichts Vergleichbares zu dessen Show gegeben. Weiter verwendet der Film Interviews mit seinen Nichten Betty Benet Mercado, Ivonne Benet Mercado und Dannette Benet.
Die Filmmusik komponierte Jeff Morrow. Das Soundtrack-Album wurde am 21. Juli 2020 von Practice Room Productions veröffentlicht.
Die erste Vorstellung des Films erfolgte am 24. Januar 2020 beim Sundance Film Festival. Am 8. Juli 2020 wurde der Film in das Programm von Netflix aufgenommen.

## Rezeption

### Kritiken
Mucho Mucho Amor konnte bislang alle Kritiker bei Rotten Tomatoes überzeugen und erreichte hierbei eine durchschnittliche Bewertung von 7,8 der möglichen 10 Punkte.
Jude Dry von IndieWire schreibt, die englischsprachige Welt habe Miss Cleo gehabt, die spanischsprachige Welt Walter Mercado. Mit diesem liebevoll gestalteten Dokumentarfilm von Cristina Costantini und Kareem Tabsch über sein Leben und seine Karriere erreiche er eine verdiente neue Ebene des Fandoms, und man müsse den Filmemachern dankbar sein, dass sie die Freude von Mercado weiter verbreitet haben.

### Auszeichnungen
Critics’ Choice Documentary Awards 2020
- Nominierung als Bester historischer oder biografischer Dokumentarfilm[12]

Imagen Awards 2021
- Nominierung als Bester Spielfilm
- Nominierung für die Beste Regie (Cristina Costantini und Kareem Tabsch)
- Nominierung als Bester Dokumentarfilm[13]

Sundance Film Festival 2020
- Nominierung für den Grand Jury Prize – Documentary (Cristina Costantini und Kareem Tabsch)